# Вольштын
Вольштын (пол. Wolsztyn, нем. Wollstein) — город в Польше, входит в Великопольское воеводство, Вольштынский повят. Имеет статус городско-сельской гмины. Занимает площадь 4,78 км². Население 13 638 человек (на 2004 год).
Главная достопримечательность — паровозное депо.

## География
Вольштын расположен на территории исторической области Великая Польша на берегу реки Дойца, являющейся притоком реки Обра, расположен в 75 км к юго-западу от Познани.
На территории города расположено Вольштынское озеро.

## История

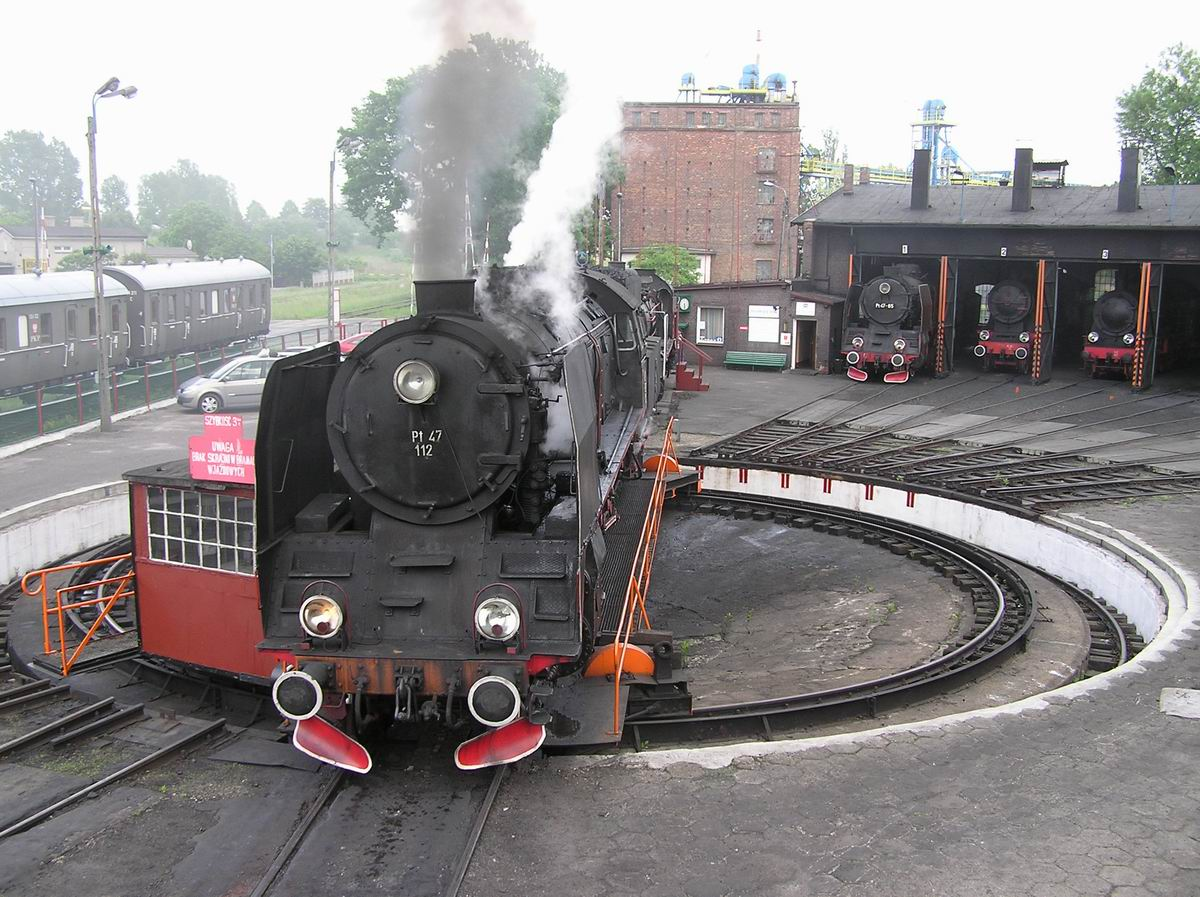
Паровоз Pt47 на поворотном круге в депо Вольштын

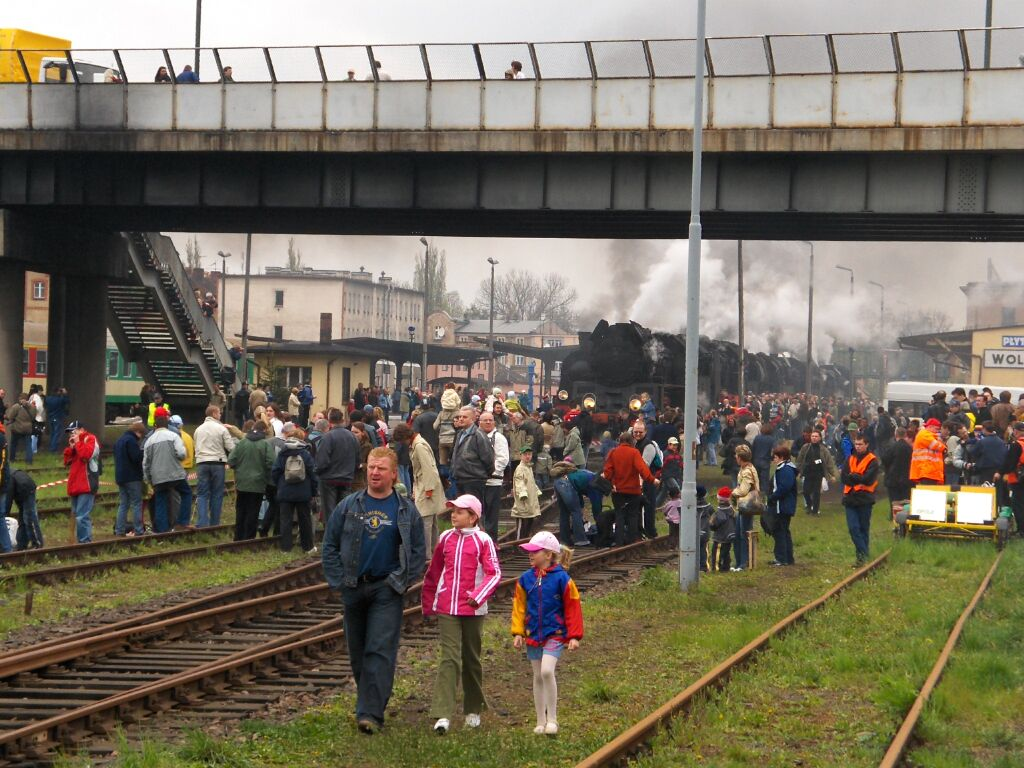
Вольштын

## Паровозное депо
Депо Вольштын — действующий памятник истории. В нём поддерживаются в рабочем состоянии несколько паровозов. Они ежедневно водят пассажирские поезда, в Вольштыне ежегодно проходят Парады паровозов. Также прямо в депо работают музей и гостиница. Всего в депо содержится около 30 паровозов 14 серий.

## Достопримечательности
- Кладбище советских солдат